# Emancipazione cattolica
L'emancipazione cattolica fu l'insieme dei provvedimenti che portarono al ripristino dei diritti civili dei cattolici nel Regno Unito. Fu un processo sociopolitico avvenuto nei regni di Gran Bretagna e Irlanda, e in seguito nel Regno Unito, tra la fine del XVIII secolo e l'inizio del XIX secolo, che portò alla riduzione e alla rimozione di molte delle restrizioni sui cattolici introdotte dell'Atto di Uniformità (Act of Uniformity), i Test Act e le leggi penali (Penal Laws). In precedenza infatti, l'obbligo di abiurare (rinunciare) all'autorità temporale e spirituale del papa e alla transustanziazione imponevano grandi oneri ai cattolici.
Le leggi di ordine penale iniziarono ad essere abolite a partire dall'anno 1766. La misura più significativa fu il Roman Catholic Relief Act del 1829, che rimosse le restrizioni penali più sostanziali ai fedeli cattolici nel Regno Unito.
Le disposizioni contenute sia nell'Atto di Disposizione del 1701 (Act of Settlement) che nel Carta dei diritti del 1689 (Bill of Rights) riguardanti la monarchia vietavano ai cattolici il diritto di salire al trono del Regno Unito. La Carta dei diritti afferma infatti che «è stato riscontrato per esperienza che non è coerente con la sicurezza e il benessere di questo regno protestante essere governato da un principe papista» e, pertanto, richiede che il monarca, all'atto dell'incoronazione, presti espressamente il giuramento di mantenere la propria fede protestante.
L'Act of Settlement del 1701 si spinse tuttavia ancora oltre, limitando anche la successione agli eredi di sangue di Sofia di Hannover alla espressa condizione che non «professino la religione papista», né che «sposino un papista» (= un cattolico) e nemmeno «si riconcilino oppure [...] che pratichino la Comunione con la Sede o Chiesa di Roma».
Da tali atti legislativi conseguì che un erede al trono che fosse cattolico poteva ereditare il trono solo a condizione di cambiare religione, cioè di abiurare la propria fede. Pertanto, da quando la Santa Sede ha riconosciuto la dinastia degli Hannover nel gennaio 1766, nessuno degli eredi reali immediati è stato più cattolico, e pertanto non fu disconosciuto da tali leggi. Molti potenziali eredi cattolici imparentati più lontanamente vengono comunque riportanti nell'elenco della linea di successione al trono britannico. La sezione 2 della nuova Legge della successione al trono del 2013 e di altre disposizioni simili nella legge di altri firmatari dell'Accordo di Perth consentono attualmente il matrimonio di tale erede con un cattolico.

## L'inizio del ripristino dei diritti civili
In Canada, sotto il dominio britannico dal 1763, la Legge sul Quebec del 1774 pose fine ad alcune restrizioni nei confronti dei cattolici, tanto da essere definito una delle «Leggi intollerabili» e criticati nella Petizione a Giorgio III presentata nell'ottobre 1774 dal Primo congresso continentale delle Tredici colonie americane.
In Inghilterra, un episodio di rilievo in cui i Cattolici vennero privati di molte libertà fu la restaurazione degli Stuart del 1660. La situazione però cambiò nel 1672, quanto il re emanò la Royal Declaration of Indulgence («Dichiarazione reale d'indulgenza»), ripristinando la libertà di culto ai cattolici ma tale dichiarazione fu annullata dalle conseguenze della rivoluzione del 1688-1689. Un altro atto legislativo ostile ai cattolici fu il Papist Act del 1715. L'avvio del lungo periodo di emancipazioni per i cattolici avvenne però nella seconda parte del XVIII secolo. In Gran Bretagna e, separatamente, in Irlanda, il primo Relief Act, chiamato "Papists Act", fu approvato nel 1778: l'atto consentiva ai cattolici di possedere delle proprietà e di ereditare terre, a patto di non cambiare lo status quo: non poteva essere messa in discussione la legittimità
del trono degli Orange (Guglielmo III d'Orange Nassau) né rivendicare qualsiasi giurisdizione civile della Santa Sede sul territorio inglese. La reazione alla sua promulgazione portò a rivolte in Scozia nel 1779 e alle Rivolte di Gordon a Londra del 2 giugno 1780.
Un ulteriore ristoro della libertà religiosa dei cattolici fu dato da una legge del 1782 che consentiva l'istituzione di scuole e diocesi cattoliche. Il Roman Catholic Relief Act del 1791 consentì infatti la libera pratica del cattolicesimo, seppur soggetta ad alcune restrizioni sostanziali, concepite al fine di rendere il cattolicesimo meno visibile alle comunità in cui questo veniva praticato in Gran Bretagna. Nel Regno d'Irlanda, il Parlamento nazionale emanò il Roman Catholic Relief Act del 1793, che estese il diritto di voto anche ai cattolici. Poiché all'epoca il diritto di voto era in gran parte determinato dal censo, questo sgravio concesse il diritto di voto limitatamente a quei cattolici che possedevano terreni che producevano una rendita di almeno 2 sterline all'anno. I cattolici cominciarono anche ad avere accesso a molte professioni del ceto medio da cui erano stati esclusi, come la professione legale, i grandi giurati, l'insegnamento nelle università e i gradi inferiori dell'esercito e della magistratura.

## L'Atto di Unione del 1800
In Irlanda la questione di una maggiore emancipazione, anche politica, dei cattolici fu presa in considerazione nel 1800 in occasione dell'Atto di Unione tra Gran Bretagna e Irlanda: essa non fu inclusa nel testo dell'Atto, perché ciò avrebbe portato ad una maggiore opposizione protestante irlandese all'Unione. Infatti, tutti i "non conformisti" erano oggetto di discriminazioni legali in quel periodo.
William Pitt il Giovane, il Primo Ministro in carica, aveva promesso l'emancipazione in aggiunta alla legge dell'Atto. In quella fase, tuttavia, non furono compiuti ulteriori passi, in parte a causa della convinzione di Re Giorgio III che questa aggiunta avrebbe violato il proprio giuramento di incoronazione. Pitt, infine, si dimise quando divenne nota l'opposizione a tale integrazione da parte del re, dato che non era in tal modo in grado di mantenere la sua promessa. L’emancipazione cattolica divenne, quindi, un argomento di dibattito piuttosto che una questione dell'agenda politica.
Il numero crescente di cattolici irlandesi in servizio presso l'esercito britannico portò infine l'esercito stesso a concedere la libertà di culto ai soldati cattolici nel 1811. È stato ipotizzato che il loro contributo nelle guerre napoleoniche potrebbe aver contribuito al sostegno di Wellington (egli stesso di origine irlandese, sebbene protestante) all'emancipazione.

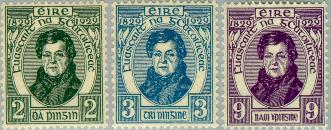
I primi francobolli commemorativi d'Irlanda, emessi nel 1929, commemorano il Roman Catholic Relief Act del 1829 con un ritratto di Daniel O'Connell.

## Sviluppi degli anni venti dell'Ottocento
Nel 1823, Daniel O'Connell iniziò una campagna a favore dell'emancipazione fondando l'Associazione Cattolica. Nel 1828 O' Connell si candidò inoltre alle elezioni della contea di Clare, in Irlanda, venendo infine eletto, nonostante non potesse prendere posto presso la Camera dei Comuni del Regno Unito. O' Connell ripeté questa impresa anche nel 1829.
Nonostante le azioni di O'Connell fossero comunque di rilievo, la svolta decisiva arrivò, tuttavia, solo insieme al mutamento dell'opinione pubblica britannica a favore di tale emancipazione. I politici capivano infatti l’importanza cruciale dell’opinione pubblica. Essi furono influenzati anche dal forte sostegno al provvedimento di emancipazione da parte dei Whigs presso la Camera dei Lord e dai seguaci di Lord Grenville (1759-1834). La crescente forza dell'opinione pubblica, espressa sui giornali, ma anche in sede elettorale, lungo l'arco di un ventennio, superò i pregiudizi religiosi e la deferenza verso la corona, prima presso la Camera dei Comuni e poi presso la Camera dei Lord. Come infatti puntualizzò Robert Peel a Giorgio IV nel 1829, ogni Camera dei Comuni eletta a partire dal 1807 espresse sempre il sostegno della maggioranza all'emancipazione cattolica, ad eccezione di quella del 1818, che votò una sola volta sulla questione, nel 1819, e respinse la mozione con due soli voti. Nonostante ciò, i voti alla Camera dei Lord furono invece costantemente negativi, in parte anche a causa dell'opposizione dello stesso Re. L'equilibrio delle opinioni alla Camera dei Lord cambiò bruscamente nel 1828-29 in risposta all'opinione pubblica, riflettendo soprattutto il timore di una guerra civile religiosa in Irlanda. Nel 1828 il Sacramental Test Act rimosse la barriera che richiedeva che alcuni funzionari pubblici fossero membri della Chiesa anglicana.

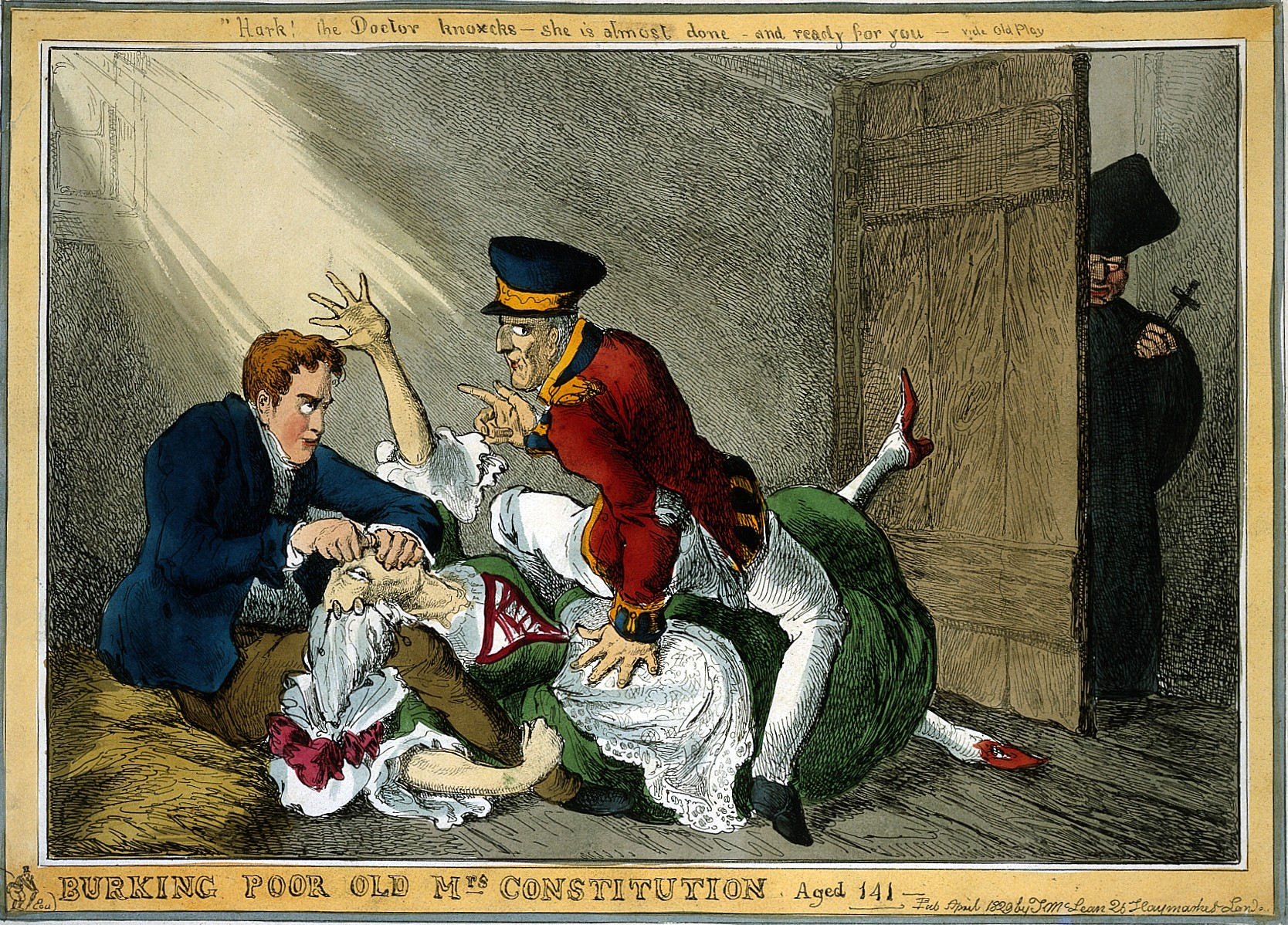
Vignetta satirica di William Heath, che raffigura Wellington e Peel (nei panni degli assassini Burke e Hare) che estinguono la costituzione per l'emancipazione cattolica.

Infine, il duca di Wellington e Sir Robert Peel mutarono la propria posizione per sostenere infine il Roman Catholic Relief Act del 1829. Questa azione rimosse molte delle rimanenti restrizioni sostanziali imposte ai cattolici in tutto il Regno Unito di Gran Bretagna e Irlanda. Tuttavia, allo stesso tempo, aumentò la condizione minima di proprietà degli elettori, passando da un valore locativo di quaranta scellini (£ 2) l'anno a £ 10 all'anno, riducendo così sostanzialmente il numero degli aventi diritto al voto: tuttavia, dopo il 1832 la soglia fu nuovamente abbassata nei successivi atti di riforma. I maggiori beneficiari della riforma fu il ceto medio di fede cattolica, che adesso poteva così intraprendere la carriera nel servizio civile superiore e nella magistratura. L'anno 1829 è, pertanto, generalmente accettato come il momento principale della fase di emancipazione in Gran Bretagna e Irlanda.
Tuttavia, rimase l'obbligo di pagare la decima alla chiesa anglicana stabilita in Irlanda, provocando, così, la guerra delle decime degli anni trenta dell'Ottocento. Oltre a questo, permasero diverse altre limitazioni, anche se minori. Nel corso del tempo, comunque, furono introdotte una serie di ulteriori riforme.

## Esito politico
La lentezza delle riforme liberali nel periodo compreso tra il 1771 e il 1829 portò a molte tensioni anche in Irlanda. Tali tensioni furono anche alla base del nazionalismo irlandese fino ancora a tempi recenti. Fresco del suo successo del 1829, O'Connell lanciò la sua Repeal Association negli anni trenta e quaranta dell'Ottocento, sperando di abrogare gli Acts of Union del 1800, ma fallendo nel suo intento.
Fu, infine, solo negli anni Venti del Novecento che l'ultima delle restrizioni sono fu rimossa dallo statuto dal deputato Francis Blundell.

## Riforme comparate in Europa
La persecuzione degli Ugonotti sotto Luigi XV era diminuita nel 1764. Nel 1764 i gesuiti vengono espulsi dalla Francia. La scristianizzazione della Francia nel periodo1790-1801, il Kulturkampf anticattolico in Germania negli anni settanta dell’Ottocento e il progresso di emancipazione ebraica presentano interessanti paralleli in fatto di tolleranza a livello europeo. I sentimenti protestanti in Irlanda, d'altra parte, rimanevano allarmati dalla possibilità di un'influenza politica cattolica sui futuri governi, fatto che provocò una forte resistenza altrettanto persistente da parte dell'Orange Order, sostenendo che "Home Rule was Rome Rule". I diritti liberali arrivarono lentamente anche nello Stato Pontificio e casi ben pubblicizzati come l'affare Mortara preoccuparono i liberali in America e in Europa negli anni sessanta dell'Ottocento.

## Emancipazione in Canada
I cattolici in Quebec godevano di un livello di libertà religiosa senza precedenti, compresa la possibilità di prestare servizio nell'organo legislativo di quella colonia senza dover prestare un giuramento che provava la propria fede. Questa politica continuò in entrambe le province successore del Basso Canada e dell'Alto Canada. I divieti e le limitazioni alla partecipazione cattolica negli affari legislativi in altre aree del Nord America britannico furono applicati ancora sino al 1823, anno in cui Laurence Kavanagh sedette presso la Camera dell'Assemblea della Nuova Scozia in qualità di primo rappresentante dell'Isola di Cape Breton e primo cattolico romano di lingua inglese a prestare servizio presso una legislatura delle province atlantiche.

## Emancipazione in Terranova
La concessione dell'emancipazione cattolica a Terranova fu meno semplice rispetto a quanto avvenne in Irlanda: inoltre, questa questione ebbe un'influenza significativa sulla più ampia lotta per la legislatura. Fin quasi dall'epoca del suo primo insediamento, Terranova ebbe infatti una popolazione numericamente significativa di cattolici, in gran parte perché George Calvert, primo barone di Baltimora, era il proprietario e fondatore della provincia di Avalon sulla penisola di Avalon di Terranova. Dopo che lo stesso Calvert si convertì al cattolicesimo romano, nel 1625, egli si trasferì ad Avalon, con l'intenzione di utilizzare la propria colonia come rifugio per i suoi correligionari perseguitati. Tuttavia, Terranova, come pure l'altra colonia di Calvert nella provincia del Maryland, uscì infine dal controllo della famiglia Calvert, pertanto la sua popolazione cattolica fu oggetto delle stesse restrizioni religiose applicate anche nelle altre aree soggette al controllo britannico. Nel periodo tra il 1770 e il 1800, i governatori di Terranova iniziarono ad allentare le restrizioni sui cattolici, consentendo anche l'istituzione di missioni francesi e irlandesi. Visitando St. John's nel 1786, il principe William Henry (il futuro re Guglielmo IV) notò infatti che "ci sono dieci cattolici contro un protestante", e il principe lavorò per contrastare i primi allentamenti delle ordinanze contro questa sostanziale maggioranza.

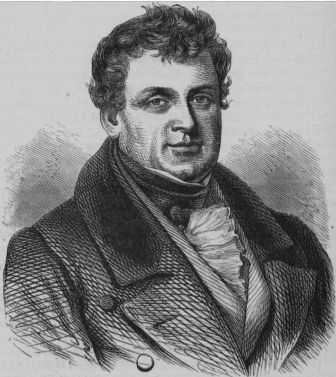
Daniel O'Connell

La notizia dell'emancipazione raggiunse Terranova nel maggio 1829: pertanto, il 21 maggio fu dichiarato giorno di festa. Presso St. John's si svolse una parata e nella Cappella venne celebrata una messa di ringraziamento alla quale partecipò la Benevolent Irish Society e la Mechanics' Society, a maggioranza cattolica. Le navi nel porto sventolarono bandiere e sparavano con loro i fucili in segno di saluto.
La maggior parte dell'opinione pubblica pensava ormai che i cattolici sarebbero entrati senza ulteriori ostacoli anche nei ranghi delle cariche pubbliche e avrebbero goduto dell’uguaglianza giuridica con i protestanti. Tuttavia, il 17 dicembre 1829 il procuratore generale e i giudici della corte suprema decisero che il Roman Catholic Relief Act non si doveva applicavare a Terranova, perché gli articoli abrogati dall'Atto non erano mai state applicate in quel territorio, essendo questo una colonia e non facente parte del Regno Unito di Gran Bretagna e Irlanda. Poiché l'incarico di governatore era stato concesso per una prerogativa reale e non dalle leggi statutarie del Parlamento britannico, Terranova non ebbe altra scelta se non quella di essere sottoposta a qualsiasi normativa locale già esistente, anche nel caso in cui discriminasse i cattolici.
Il 28 dicembre 1829 presso la Cappella cattolica di San Giovanni ebbe luogo un incontro di emancipazione cattolica, da cui furono inviate delle petizioni da parte di O'Connell e indirizzate al Parlamento britannico, chiedendo così pieni diritti civili anche per i cattolici di Terranova in quanto anch'essi sudditi britannici. Qui, più di qualsiasi altro evento o regolamentazione precedente, il fallimento del governo britannico nel garantire l’emancipazione rinfocolò le accese rivendicazioni dei riformatori di Terranova a favore di una esplicita legislatura coloniale. Sebbene non vi fu alcuna reazione immediata da parte di Londra,  la questione di Terranova divenne in quel momento oggetto di esame del British Colonial Office. Fu, però, solo nel maggio 1832 che il Segretario di Stato britannico per le colonie dichiarò formalmente che una nuova commissione sarebbe stata emessa al governatore Cochrane per rimuovere tutte le restrizioni ai cattolici in Terranova.

## Argomenti correlati all'emancipazione cattolica
- Congiura delle polveri 1605–1606
- Popish Recusants Act 1605
- Test Act 1673
- Declaration of Indulgence 1687
- Bill of Rights 1689
- Act of Toleration 1689
- Penal laws
  - Education Act 1695
  - Disarming Act 1695
  - Marriage Act 1697
  - Banishment Act 1697
  - Registration Act 1704
  - Popery Act 1704 and 1709
  - Occasional Conformity Act 1711
  - Disenfranchising Act 1728
- Roman Catholic Relief Bills 1778 and 1793
- Gordon Riots 1780
- Act of Union 1800
- Test Acts Repealed 1828
- Roman Catholic Relief Act 1829

Organizzazioni:
- Catholic Association
- Catholic Committee (Ireland)
- Ultra-Tories